# SiSoftware Sandra
SiSoftware Sandra (Akronym aus System Analyser, Diagnose und Report Assistent) ist ein weit verbreitetes System-, Diagnose- und Benchmark-Programm für Windows-Betriebssysteme und kompatible. In seiner Funktionalität ähnelt es dem Programm AIDA32/EVEREST. Das Programm wird seit über einem Jahrzehnt von zahlreichen Fachredaktionen zum Benchmarking der zu testenden Systeme eingesetzt.

## Varianten
SiSoftware Sandra wurde erstmals 1997 von dem englischen Softwarehaus SiSoftware veröffentlicht und wird seitdem in regelmäßig erscheinenden Neuversionen vertrieben.
Neben der kostenlosen Testvariante Lite existieren kostenpflichtige Programmpakete mit erweiterten Funktionen:
- Personal
- Business
- Tech Support (Engineer)
- Enterprise

## Funktionalität
Das Programm kann unter anderem System- und Übertaktungsinformationen sowie Hardwareeigenschaften anzeigen und verfügt über ein Diagnosemenü, um Hardwareprobleme anzeigen und lösen zu können. Über 60 verschiedene Module analysieren das untersuchte System bis ins Detail und liefern ausführliche Daten. Das Programm stellt z. B. detaillierte Information zu folgenden Komponenten zur Verfügung:
- Prozessoren
- Systembusse
- Chipsätze
- Festplatten/Laufwerke/CD-ROM/DVD/Bandlaufwerke
- Speicher
- PLL IC (Taktgenerator)
- Software
- Grafik / Video

Des Weiteren kann das Programm analysierte Ergebnisse gegenüberstellen: Leistung und Geschwindigkeit (Geschwindigkeitseffizienz), Leistung und Energieverbrauch (Energieeffizienz), Leistung und Kosten (Kosteneffizienz) sowie Größe/Kapazität und Kosten (Größeneffizienz).

## Systemanforderungen
SiSoftware Sandra läuft auf allen 32- und 64-Bit-Windows-Systemen.

## Vergleichbare Programme
Programme mit ähnlichem Funktionsumfang sind Speccy, AIDA64, CPU-Z oder PC Wizard 2014.